# Ellen S. Baker
Ellen Louise Shulman Baker (* 27. April 1953 als Ellen Louise Shulman in Fayetteville, North Carolina) ist eine ehemalige US-amerikanische Astronautin der NASA. Sie ist verheiratet und hat zwei Kinder.
Baker graduierte im Jahre 1970 von der Bayside High School in New York und schrieb sich an der State University of New York zum Studiengang Geologie ein, den sie 1974 mit einem Bachelor abschloss. 1978 promovierte sie an der Cornell University im Fach Medizin. Danach machte sie eine Facharztausbildung und erhielt nach drei Jahren ihre Zulassung als Internistin. Von der University of Texas erwarb sie 1994 außerdem einen Master als Allgemeinmedizinerin. Ellen S. Baker ist Funkamateurin mit dem Rufzeichen KB5SIX.

## NASA-Aktivitäten
Baker trat nach ihrer Ausbildung im Jahre 1981 als Medizinerin am Johnson Space Center (JSC) in den Dienst der NASA. Im gleichen Jahr absolvierte sie den Aerospace Medicine Course der US-Luftwaffe an der Brooks Air Force Base in San Antonio (Texas). Vor ihrer Auswahl als Astronautin im Mai 1984 war sie als Ärztin am Krankenhaus des JSC beschäftigt. Die Ausbildung zur Astronautin schloss nach einem Jahr ab. Baker schied im Dezember 2011 aus der NASA aus.

### STS-34
STS-34 war Bakers erster Raumflug. Sie war als Missionsspezialistin Teil der Atlantis-Crew, welche am 18. Oktober 1989 vom Kennedy Space Center in Florida abhob und auf der Edwards Air Force Base in Kalifornien am 23. Oktober landete. Während des Fluges wurde unter anderem die Raumsonde Galileo zur Jupiter-Erkundung ausgesetzt.

### STS-50
An STS-50 nahm Baker ebenfalls als Missionsspezialistin an Bord der Raumfähre Columbia vom 25. Juni bis 9. Juli 1992 teil. Es war der erste Flug des „United States Microgravity Laboratory“ und der erste Shuttle-Flug, der über eine Dauer von zwei Wochen ging.

### STS-71
STS-71 war die erste Shuttle-Mission, die an der russischen Mir-Station andockte, wofür die Raumfähre Atlantis mit einer speziellen Kupplung ausgerüstet wurde. Während des Aufenthaltes wurde die Besatzung der Mir ausgetauscht. Die Atlantis hob am 27. Juni 1995 vom Kennedy Space Center mit sieben Mannschaftsmitgliedern ab und landete dort wieder mit acht Raumfahrern am 7. Juli.

### Zusammenfassung
| Nr. | Mission | Funktion             | Flugdatum                      | Flugdauer   |
| --- | ------- | -------------------- | ------------------------------ | ----------- |
| 1   | STS-34  | Missionsspezialistin | 18. Oktober – 23. Oktober 1989 | 4d 23h 39m  |
| 2   | STS-50  | Missionsspezialistin | 25. Juni – 9. Juli 1992        | 13d 19h 30m |
| 3   | STS-71  | Missionsspezialistin | 27. Juni – 7. Juli 1995        | 9d 19h 22m  |